# Ascochyta ducis-aprutii
Ascochyta ducis-aprutii är en svampart som beskrevs av Mattir. 1903. Ascochyta ducis-aprutii ingår i släktet Ascochyta, ordningen Pleosporales, klassen Dothideomycetes, divisionen sporsäcksvampar och riket svampar.   Inga underarter finns listade i Catalogue of Life.